# Tempel (Krian)
Tempel is een bestuurslaag in het regentschap Sidoarjo van de provincie Oost-Java, Indonesië. Tempel telt 7102 inwoners (volkstelling 2010).